# Rožňava (distrito)
O Distrito de Rožňava (eslovaco: Okres Rožňava) é uma unidade administrativa da Eslováquia Oriental, situado na Košice (região), com 61.887 habitantes (em 2001) e uma superfície de 1.173 km². Sua capital é a cidad de Rožňava.

## Demografia
| Ano:        | 1994   | 2004   | 2014   | 2024   |
| ----------- | ------ | ------ | ------ | ------ |
| Broj ljudi: | 61 292 | 61 902 | 62 877 | 58 305 |
| Razlika:    |        | +0,99% | +1,57% | -7,27% |

| Ano:               | 2023   | 2024   |
| ------------------ | ------ | ------ |
| Número de pessoas: | 58 422 | 58 305 |
| Diferença:         |        | -0,20% |

## Cidades
- Dobšiná
- Rožňava (capital)

## Municípios
- Ardovo
- Betliar
- Bohúňovo
- Bôrka
- Brdárka
- Bretka
- Brzotín
- Čierna Lehota
- Čoltovo
- Čučma
- Dedinky
- Dlhá Ves
- Drnava
- Gemerská Hôrka
- Gemerská Panica
- Gemerská Poloma
- Gočaltovo
- Gočovo
- Hanková
- Henckovce
- Honce
- Hrhov
- Hrušov
- Jablonov nad Turňou
- Jovice
- Kečovo
- Kobeliarovo
- Koceľovce
- Kováčová
- Krásnohorská Dlhá Lúka
- Krásnohorské Podhradie
- Kružná
- Kunova Teplica
- Lipovník
- Lúčka
- Markuška
- Meliata
- Nižná Slaná
- Ochtiná
- Pača
- Pašková
- Petrovo
- Plešivec
- Rakovnica
- Rejdová
- Rochovce
- Roštár
- Rozložná
- Rožňavské Bystré
- Rudná
- Silica
- Silická Brezová
- Silická Jablonica
- Slavec
- Slavoška
- Slavošovce
- Stratená
- Štítnik
- Vlachovo
- Vyšná Slaná